# Rosa ×richardii
Espèce
Synonymes
- Rosa centifolia f. sancta Zabel[1]
- Rosa sancta A.Rich.[1]

Rosa ×richardii, le rosier de Saint Jean, rose sainte, rose d'Abyssinie ou ‘Sainte Rose d’Abyssinie’, est une espèce de plantesà fleurs  dicotylédones de la famille des Rosaceae, sous-famille des Rosoideae, originaire d'Afrique de l'Est. C'est un rosier, arbrisseau au port arqué buissonnant d'environ un mètre de haut, aux fleurs simples, roses, à cinq pétales, groupées en petite grappes.
Ce rosier serait issu d'une hybridation très ancienne, Rosa gallica L. × Rosa phoenicia Boiss. C'est un rosier anciennement cultivé dans les jardins des églises et monastères en Éthiopie. Il a été introduit en Europe en 1895. Ses fleurs auraient servi à fabriquer les guirlandes retrouvées avec des momies dans les tombes de Hawara en Égypte par Sir William Flinders Petrie. Ce rosier a également été assimilé à celui représenté dans la « fresque à l'oiseau bleu » retrouvée dans les vestiges du palais de Minos à Cnossos (Crète) et qui constitue la plus ancienne peinture d'un rosier (bien que certaines fleurs soient représentées avec six pétales au lieu de cinq). 